# Cowie Dome
Il Cowie Dome è una vetta antartica a forma di cupola (in lingua inglese: dome), situato sul fianco orientale del Ghiacciaio Bartlett 4 km a ovest del Lee Peak, nei Monti della Regina Maud, in Antartide.   
Il monte è stato mappato dall'United States Geological Survey sulla base di rilevazioni e foto aeree scattate dalla U.S. Navy nel periodo 1960-64.
La denominazione è stata assegnata dal New Zealand Antarctic Place-Names Committee in onore di George Donald Cowie, il capo della New Zealand Geological Survey Antarctic Expedition che ispezionò la regione nel periodo 1969-70.